# Here to Help
«Aqui para Ayudar» —título original en inglés: «Here to Help»— es el primer episodio de la quinta temporada de la serie de televisión posapocalíptica, horror Fear the Walking Dead. Se estrenó el 2 de junio de 2019. Estuvo dirigido por Mike Satrazemis y en el guion estuvo a cargo de Andrew Chambliss y Ian Goldberg.
Este episodio marca el regreso de Daniel Salazar (Rubén Blades) que había estado ausente de la serie durante la cuarta temporada.

## Trama
Mientras intentaban ayudar a un hombre llamado Logan, Alicia, Dorie, June, Morgan y Luciana se estrellan en un avión, dejando a Luciana gravemente herida. El grupo se encuentra con un grupo de niños, así como con extrañas trampas y señales que advierten de alta radiación en la zona. Los niños finalmente se escapan mientras el grupo se sorprende al saber que Logan es en realidad el ex socio de Polar Bear que los atrajo lo más lejos posible para que pudiera hacerse cargo de su fábrica de mezclilla. Althea investiga a un extraño caminante con armadura corporal, solo para ser capturada por un miembro del grupo del hombre. Mientras el resto del grupo planea retomar la fábrica, Strand investiga a un hombre en una de las cintas de Althea que tiene un avión que pueden usar para rescatar a sus amigos. Para sorpresa de Strand, el hombre es Daniel Salazar que no ha sido visto desde la destrucción de la presa Gonzales.

## Recepción
"Here to Help" recibió críticas en su mayoría positivas de los críticos. En Rotten Tomatoes, "Here to Help" obtuvo una calificación del 92%, con una puntuación promedio de 8.25 / 10 basada en 13 reseñas. El consenso crítico de los sitios dice; "La banda de supervivientes de Fear descubre que las buenas intenciones allanan el camino al infierno en un emocionante estreno de temporada que resalta aún más la identidad única de la serie al tiempo que agrega tejido conectivo y sangriento al mito más amplio de Walking Dead".

### Calificaciones
El episodio de estreno fue visto por 1,97 millones de espectadores y recibió una calificación de demostración de 0,6 18-49. Esto se redujo ligeramente en los espectadores y en la demostración del final de la cuarta temporada.